# Atholus pirithous
Atholus pirithous (лат.) — вид жуков-карапузиков из подсемейства Histerinae (триба Histerini, Histeridae). Широко распространен в Восточной и Юго-Восточной Азии: Россия (Приморский и Хабаровский края), Япония, Китай (Гуандун, Шанхай), Корея, Тайвань, Вьетнам, Непал, Оман, Филиппины.

## Описание
Мелкие жуки-карапузики, длина тела 3—4 мм. Тело овальное, умеренно выпуклое, чёрное; голени, усики, ротовые органы и вершинный край надкрылий рыжие. Данный вид Atholus pirithous можно отличить от близких видов по светлой выемке в области позади переднебокового угла переднеспинки. Внешний апикальный протибиальный зубец у этого вида умеренно выступающий, увенчанный тремя зубчиками. Общее число протибиальных зубцов на внешнем крае составляет девять (японские экземпляры) или десять (жуки с Филиппин): у филиппинских особей один на внутреннем апикальном углу, но внешний сублатеральный край филиппинской популяции вида имеет только четыре зубца; по сравнению с данными Ôhara (1993), который наблюдал от пяти до шести зубцов. Биология неизвестна.

## Классификация
Вид был впервые описан в 1873 году французским энтомологом Sylvain Auguste de Marseul (1812—1890) под названием Hister torquatus Marseul, 1854. С 1906 года в составе рода Atholus (Histerinae, триба Histerini).